# Шелби (округ, Алабама)
Ше́лби (англ. Shelby County) — округ в штате Алабама, США. Административный центр — Колумбиана, крупнейший город — Алабастер, ещё более крупный город, но находящийся на территории округа лишь частично — Гувер.

## География
В округе находится географический центр Алабамы, эта точка отмечена памятным знаком около университета Монтевалло (англ. University of Montevallo), хотя на самом деле она находится примерно в 3,5 км к востоку от Монтевалло. Открытые водные пространства составляют 38 км², что составляет 1,8% от общей площади округа в 2097 км².
В округе в больших количествах выращивается соя и хлопок.
Через округ протекают притоки Алабамы — Куса и Кахаба.
В округе открыты две средние школы, восемь высших и одна совмещённая.

### Соседние округа
|       | Джефферсон |           | Сент-Клэр |  |
|       | север      | Талладига |           |  |
| Шелби |            | Талладига |           |  |
| юг    |            | Талладига |           |  |
| Бибб  | Чилтон     | Куса      |           |  |

## История
Округ был образован 7 февраля 1818 года путём отделения северной части округа Монтгомери. Шелби расположен в центральной части Алабамы, назван, как и остальные восемь одноимённых округов других штатов, в честь политика Исаака Шелби. Новоиспечённый округ был одним из крупнейших в штате, но в дальнейшем подвергся дроблению, образовав несколько других округов.

## Транспорт
Через округ проходят следующие крупные автодороги:
- автомагистраль I-65
- федеральная трасса U.S. Route 31
- федеральная трасса U.S. Route 231
- федеральная трасса U.S. Route 280
- трасса Alabama State Route 25
- трасса Alabama State Route 70
- трасса Alabama State Route 76
- трасса Alabama State Route 119
- трасса Alabama State Route 145
- трасса Alabama State Route 155
- трасса Alabama State Route 261

Железные дороги округа обслуживают CSX Transportation и Norfolk Southern Railway.

В округе функционируют два аэропорта: Shelby County Airport и Birmingham-Shuttlesworth International Airport.

## Демография
| 1820 год — 2416 жителей 1830 — 5704 (+136,1%) 1840 — 6112 (+7,2%) 1850 — 9536 (+56,0%) 1860 — 12 618 (+32,3%) 1870 — 12 218 (-3,2%) 1880 — 17 236 (+41,1%) | 1890 — 20 886 (+21,2%) 1900 — 23 684 (+13,4%) 1910 — 26 949 (+13,8%) 1920 — 27 097 (+0,5%) 1930 — 27 576 (+1,8%) 1940 — 28 962 (+5,0%) 1950 — 30 362 (+4,8%) | 1960 — 32 132 (+5,8%) 1970 — 38 037 (+18,4%) 1980 — 66 298 (+74,3%) 1990 — 99 358 (+49,9%) 2000 — 143 293 (+44,2%) 2010 — 195 080 (+36,1%) 2011 — 197 936 (оценка) |

Расовый состав:
- Белые — 89,8%
- Афроамериканцы — 7,4%
- Азиаты — 1,1%
- Коренные американцы — 0,3%
- Гавайцы или уроженцы Океании — 0,0%
- Две и более расы — 0,7%
- Прочие — 0,7%
- Латиноамериканцы (любой расы) — 2,0%

## Достопримечательности
- Железнодорожный музей «Сердце Дикси» (англ. Heart of Dixie Railroad Museum)
- Парк Oak Mountain State Park
- Заповедник Cahaba River Wildlife Management Area
- Торговый центр Colonial Promenade Alabaster